# Даларік
Даларік (вірм. Դալարիկ) — село в марзі Армавір, на заході Вірменії. Село розташоване на ділянці залізниці Армавір — Гюмрі (станція Даларік), за 16 км на північний захід від міста Армавір, за 5 км на південний схід від села Каракерт, за 3 км на південь від села Лернагог та за 6 км на північний захід від села Аракс.
Село було засноване у 1901 р. під час прокладки залізниці Александрополь — Єреван. В селі є дві школи, медпункт, будинок культури сільський центр та дитячий садок.